# 湯浅博雄
湯浅 博雄（ゆあさ ひろお、1947年11月18日 - ）は、日本のフランス文学者、翻訳家。東京大学名誉教授。
主としてアルチュール・ランボー及びジョルジュ・バタイユ、モーリス・ブランショを研究、翻訳するほか、詩や現代思想も翻訳している。

## 略歴
香川県生まれ。
- 1972年、東京大学文学部仏文科卒業、同大学院修士課程修了
- 1974年から1978年、パリ大学に留学しPh.D取得
- 1986年、東京大学教養学部助教授
- 1993年、東京大学教授
- 2012年、定年退任、名誉教授
- 2015年、獨協大学特任教授　外国語学部フランス語学科

## 著書
- 『未知なるもの＝他なるもの ランボー・バタイユ・小林秀雄をめぐって』（哲学書房） 1988
- 『他者と共同体』（未來社） 1992
- 『反復論序説』（未來社） 1996
- 『バタイユ 消尽』（講談社、現代思想の冒険者たち11） 1997、のち講談社学術文庫　2006
- 『ランボー論 <新しい韻文詩>から<地獄の一季節>へ 評論集』（思潮社） 1999
- 『聖なるものと〈永遠回帰〉』（ちくま学芸文庫） 2004：書き下ろし
- 『応答する呼びかけ 言葉の文学的次元から他者関係の次元へ』（未來社） 2009
- 『翻訳のポイエーシス 他者の詩学』（未來社） 2012
- 『贈与の系譜学』（講談社選書メチエ） 2020

## 翻訳
- 『アルチュール・ランボー 生涯と作品』（M・A・リュフ、村山千恵共訳、人文書院） 1980
- 『ニーチェ』（ジル・ドゥルーズ、朝日出版社） 1985、のちちくま学芸文庫 1998
- 『宗教の理論』（ジョルジュ・バタイユ、人文書院） 1985、のちちくま学芸文庫 2002
- 『アルチュール・ランボー』（ピエール・プチフィス、中安ちか子共訳、筑摩書房） 1986
- 『エロティシズムの歴史 - 普遍経済論の試み 第2巻』（バタイユ、中地義和共訳、哲学書房） 1987、のち新版 2001、のちちくま学芸文庫 2011
- 『至高性 呪われた部分 - 普遍経済論の試み 第3巻』（バタイユ、人文書院） 1990
- 『パッション』（ジャック・デリダ、未來社） 2001
- 『エコノミメーシス』（ジャック・デリダ、小森謙一郎共訳、未來社） 2006
- 『ランボー全集』全1巻（平井啓之, 中地義和, 川那部保明共訳、青土社） 2006
- 『信と知 たんなる理性の限界における「宗教」の二源泉』（ジャック・デリダ、大西雅一郎共訳、未來社） 2016
- 『終わりなき対話』全3巻（モーリス・ブランショ、共訳、筑摩書房） 2016 - 2017